# Andrej Pirnat
Andrej Pirnat, slovenski gospodarstvenik in pesnik, * 17. november 1817, Loka pri Mengšu, † 23. december 1888, Ormož. 

## Življenje in delo
Pirnat je prve tri razrede gimnazije obiskoval v Karlovcu, 1837 prišel v 4. razred v Ljubljano, kjer je gimnazijo dokončal in nato še dve leti študiral filozofijo ter 1842 začel študirati montanistiko na rudarski akademiji v Ščavnici na Slovaškem. Vsaj že od leta 1855 je bil zaposlen v tovarni v Štorah, vsaj od 1867–1871 je bil rudniški ravnatelj v Govcih pri Laškem, od 1872–1874 ravnatelj banke Slovenije v Ljubljani, po njenem propadu je še nekaj let živel v Ljubljani, nato je bil od 1879–1880 rudniški upravitelj premogovnika v Zabukovci, od 1880-1883 rudarski uradnik v Ljubljani in od 1883–1888 zasebni uradnik v Ormožu, kjer je bil od 1883–1885 tudi odbornik posojilnice. 
Pirnat je že kot slušatelj montanistike v več različnih listih objavil svoje prve pesmi, med drugimi so bile tudi naslednje: »Njega dni«, v kateri starček toži o pokvarjenem svetu; »Kmetovavec«; dalje  prosto po češkem prepesnjeno »Kje dom je moj«; slavospev »Presvitlemu našemu cesarju … Ferdinandu I.« in druge. Leta 1861 je Pirnat s Š. Kočevarjem in še dvema rodoljuboma ustanovil celjsko čitalnico. Za knjigo Slovenski Štajer naj bi bil po načrtu J. Vošnjaka opisal »zemeljske razmere«. ((izšla samo 1. in 3. snopič;1868, 1870). 